# Molocine, Tetiiv
Molocine (în ucraineană Молочне) este un sat în comuna Peatîhorî din raionul Tetiiv, regiunea Kiev, Ucraina.

## Demografie
Componența lingvistică a localității Molocine
     Ucraineană (100%)
Conform recensământului din 2001, toată populația localității Molocine era vorbitoare de ucraineană (100%).